# Dedication
Dedication (с англ. — «Преданность») — микстейп американского рэпера Chief Keef. Он был выпущен 30 ноября 2017 года на лейблах RBC Records, Glo Gang и eOne. Он содержит гостевые участия от Tadoe, A Boogie wit da Hoodie и Lil Yachty. Альбом дебютировал 97 места в чарте Billboard 200. Микстейп был вдохновлён Лилом Уэйном.

## Синглы
Два сингла «Text» и «Mailbox». Видеоклипы для них были сняты J R Saint и ColourfulMula.

## Список композиций
Адаптировано под Genius.
| №                   | Название                                            | Автор(ы)            | Продюсер(ы)         | Длительность |
| ------------------- | --------------------------------------------------- | ------------------- | ------------------- | ------------ |
| 1.                  | «Ticket»                                            | Кит Козарт          | D Rich              | 3:09         |
| 2.                  | «Keke Palmer»                                       | Козарт Стантмен     | Stuntman            | 3:19         |
| 3.                  | «Mailbox»                                           | Козарт Ди Рич       | D Rich              | 3:15         |
| 4.                  | «Cook»                                              | Козарт              | D Rich              | 3:45         |
| 5.                  | «Bad» (при участии Tadoe)                           | Козарт Роуз         | Chief Keef          | 3:19         |
| 6.                  | «Text»                                              | Козарт              | Stuntman            | 3:48         |
| 7.                  | «Glory Bridge» (при участии A Boogie wit da Hoodie) | Козарт Дуброуз      | Ness                | 2:48         |
| 8.                  | «Get It»                                            | Козарт              | D Rich              | 2:56         |
| 9.                  | «Negro»                                             | Козарт K.E          | K.E on the Track    | 1:56         |
| 10.                 | «Less Speed»                                        | Козарт              | D Rich              | 2:53         |
| 11.                 | «Come On Now» (при участии Lil Yachty)              | Козарт МакКоллум    | CB Mix              | 2:55         |
| 12.                 | «Kills»                                             | Козарт              | D Rich              | 2:50         |
| 13.                 | «Told Y'all»                                        | Козарт              | D Rich              | 2:48         |
| 14.                 | «Let Me See» (при участии Tadoe)                    | Козарт Роуз         | D Rich              | 3:06         |
| 15.                 | «Be Back»                                           | Козарт              | Chief Keef          | 2:48         |
| Общая длительность: | Общая длительность:                                 | Общая длительность: | Общая длительность: | 45:35        |

### Сэмплы
- «Get It» сэмплирует «Real Sisters» Фьючера
- «Negro» сэмплирует «Living All Alone» Phyllis Hyman
- «Kills» интерполирует «Praise the Lord (Da Shine)» A$AP Rocky и Скепты

## Участники записи
- Славик Ливинс – миксинг[7]

## Чарты
| Чарт (2017)                            | Высшая позиция |
| -------------------------------------- | -------------- |
| США (Billboard 200)                    | 97             |
| США (Billboard Top R&B/Hip-Hop Albums) | 39             |